# Червоний горобець (фільм)
«Червоний горобець» (англ. Red Sparrow) — американський шпигунський трилер режисера Френсіса Лоуренса, що вийшов 2018 року. Стрічка створена на основі однойменного роману Джейсона Меттьюса і розповідає про російську шпигунку, яка має звабити американського агента. У головних ролях Дженніфер Лоренс, Джоел Едгертон, Матіас Шонартс.
Вперше фільм продемонстрували 1 березня 2018 року в низці країн світу, зокрема і в широкому кінопрокаті в Україні.

## Опис
Домініку Єгорову проти її волі вербують до російської секретної служби в ролі «горобця» — професійної звабниці. Домініка вчиться використовувати своє тіло як зброю, але прагне зберегти почуття власної гідності під час проходження цього принизливого вишколу. Перетворившись на знаряддя несправедливої системи, вона стає одним з найцінніших агентів секретної програми. Її першою ціллю є Нат Неш, офіцер ЦРУ, відповідальний за проникнення американських «кротів» до російської розвідки. Між двома молодими людьми зав'язуються складні стосунки — переплетіння взаємного потягу та омани, які ставлять під загрозу їхню кар'єру, світогляд та безпеку обох держав.

## У ролях
| Актор             | Персонаж                     | Роль                          |
| ----------------- | ---------------------------- | ----------------------------- |
| Дженніфер Лоренс  | Домініка Єгорова             | російська шпигунка            |
| Джоел Едгертон    | Натаніел Неш                 | офіцер ЦРУ                    |
| Матіас Шонартс    | Іван Володимирович Єгоров    | дядько Домініки               |
| Шарлотта Ремплінг | Матрона                      | директорка школи Горобців     |
| Мері-Луїз Паркер  | Стефані Бушер                | керівник апарату сенатора США |
| Кіаран Гайндс     | полковник Захаров            | директор СЗР                  |
| Джоелі Річардсон  | Ніна Єгорова                 | мати Домініки                 |
| Білл Кемп         | Марті Гейбл                  | керівник Неша                 |
| Джеремі Айронс    | Володимир Андрійович Корчной | генерал                       |
| Сергій Полунін    | Констянтин                   |                               |

## Створення фільму

### Знімальна група
- Кінорежисер — Френсіс Лоуренс
- Сценарист — Джастін Гейте
- Кінопродюсери — Пітер Чернін, Дженно Топпінг і Стівен Зайліан
- Виконавчі продюсери — Гарретт Баш, Мері МакЛаглен, Девід Реді
- Композитор — Джеймс Ньютон Говард
- Кінооператор — Джо Віллемс
- Кіномонтаж — Алан Едвард Белл
- Підбір акторів — Деніз Чаміан і Зсольт Ксутак
- Художник-постановник — Марія Дюрковіч
- Артдиректори — Янтарний Брабант, Ласло Деметер, Ззюза Кізмарті-Лехнер і Тибор Лазар
- Художник по костюмах — Тріш Саммервілл[8].

## Відгуки

### Оцінки і критика
Від кінокритиків фільм отримав змішані відгуки: Rotten Tomatoes дав оцінку 47 % на основі 224 відгуків від критиків (середня оцінка 5,5/10). Загалом на сайті фільм має погані оцінки, фільму зарахований «гнилий помідор» від фахівців, Metacritic — 53/100 на основі 50 відгуків критиків. Загалом на цьому ресурсі від фахівців фільм отримав змішані відгуки.
Від пересічних глядачів фільм отримав змішані оцінки: на Rotten Tomatoes 57 % зі середньою оцінкою 3,3/5 (5142 голоси), фільму зарахований «розсипаний попкорн», Metacritic — 6,2/10 (115 голосів), Internet Movie Database — 6,8/10 (25 497 голосів).

### Касові збори
Під час показу в США, що розпочався 2 березня 2018 року, протягом першого тижня фільм показали у 3056 кінотеатрах і він зібрав 17 000 000 $, що на той час дозволило йому зайняти 2-ге місце серед усіх прем'єр. Станом на 18 березня 2018 року показ фільму триває 17 днів (2,4 тижня), зібравши у прокаті в США 39 583 642 долари США, а у решті світу 66 614 892 $ (за іншими даними 51 670 844 $), тобто загалом 106 198 534 $ (за іншими даними 91 254 486 $) при бюджеті 69 млн доларів США.

## Музика
Музику до фільму «Червоний горобець» написав і виконав Джеймс Ньютон Говард, саундтрек вийшов 23 березня 2018 року на лейблі «Sony Classical».
| Список треків | Список треків                                 | Список треків |
| #             | Назва                                         | Тривалість    |
| ------------- | --------------------------------------------- | ------------- |
| 1.            | «Overture»                                    | 11:34         |
| 2.            | «The Steam Room»                              | 2:19          |
| 3.            | «One Night is All I Ask»                      | 1:29          |
| 4.            | «Take Off Your Dress»                         | 6:20          |
| 5.            | «Arriving at Sparrow School»                  | 2:50          |
| 6.            | «Training»                                    | 1:42          |
| 7.            | «Anya, Come Here»                             | 2:44          |
| 8.            | «When Did You First Notice the Tail?»         | 1:04          |
| 9.            | «There’s a Car Waiting to Take You to Moscow» | 1:49          |
| 10.           | «Follow the Trail Wherever It Leads You»      | 2:29          |
| 11.           | «Blonde Suits You»                            | 4:59          |
| 12.           | «Searching Marta’s Room»                      | 2:22          |
| 13.           | «Ticket to Vienna»                            | 1:45          |
| 14.           | «Telephone Code»                              | 1:10          |
| 15.           | «Searching Nate’s Apartment»                  | 1:04          |
| 16.           | «Can I Trust You?»                            | 3:06          |
| 17.           | «Switching Disks»                             | 5:59          |
| 18.           | «So What Next?»                               | 3:45          |
| 19.           | «Didn’t I Do Well?»                           | 8:48          |
| 20.           | «End Titles»                                  | 9:30          |
| 76:00         |                                               |               |

### Виноски
1. 1 2 3  Червоний горобець. Ukrainian Film Distribution. Архів оригіналу за 14 січня 2018. Процитовано 29 жовтня 2017.
2. ↑  Red Sparrow (англійською та російською) . Postmodern LLC. Архів оригіналу за 15 березня 2018. Процитовано 15 березня 2018.
3. 1 2  Red Sparrow: Release Info (англійською) . Internet Movie Database. Архів оригіналу за 25 березня 2018. Процитовано 29 жовтня 2017.
4. 1 2  Червоний горобець. Kino-teatr.ua. Архів оригіналу за 16 березня 2018. Процитовано 29 жовтня 2017.
5. 1 2  Scott Mendelson (3 березня 2018). Box Office: Jennifer Lawrence's 'Red Sparrow' Soars, Bruce Willis' 'Death Wish' Struggles (англійською) . Forbes. Архів оригіналу за 3 березня 2018. Процитовано 4 березня 2018.
6. 1 2 3 4  Red Sparrow (англійською) . Box Office Mojo. Архів оригіналу за 28 лютого 2018. Процитовано 18 березня 2018.
7. 1 2 3 4  Red Sparrow (2018) (англійською) . The Numbers. Архів оригіналу за 5 березня 2018. Процитовано 18 березня 2018.
8. ↑  Red Sparrow: Full Cast & Crew (англійською) . Internet Movie Database. Архів оригіналу за 11 березня 2018. Процитовано 29 жовтня 2017.
9. 1 2  Red Sparrow (англійською) . Rotten Tomatoes. Архів оригіналу за 18 лютого 2018. Процитовано 18 березня 2018.
10. 1 2  Red Sparrow (англійською) . Metacritic. Архів оригіналу за 30 березня 2018. Процитовано 18 березня 2018.
11. ↑  Red Sparrow (англійською) . Internet Movie Database. Архів оригіналу за 18 березня 2018. Процитовано 18 березня 2018.
12. ↑  James Newton Howard. Red Sparrow (Original Motion Picture Soundtrack) (англійською) . Allmusic. Архів оригіналу за 17 березня 2018. Процитовано 16 березня 2018.
13. ↑  filmmusicreporter (23 лютого 2018). ‘Red Sparrow’ Soundtrack Details (англійською) . Film Music Reporter. Архів оригіналу за 17 березня 2018. Процитовано 16 березня 2018.
14. ↑  Red Sparrow Soundtrack. James Newton Howard (англійською) . Amazon.com, Inc. Процитовано 16 березня 2018.